# Angelo Stiller
Angelo Stiller (München, 4 april 2001) is een Duits voetballer die doorgaans als middenvelder speelt. Hij verruilde TSG Hoffenheim in augustus 2023 voor VfB Stuttgart. Stiller debuteerde in 2024 als international voor het Duits voetbalelftal.

## Clubcarrière

### Bayern München
Stiller stroomde door vanuit de jeugd van Bayern München. Hij debuteerde op 31 augustus 2019 in het tweede elftal tijdens een wedstrijd in de 3. Liga tegen SpVgg Unterhaching. Hij maakte op 15 oktober 2020 zijn debuut in het eerste van Bayern München, tijdens een wedstrijd in de DFB-Pokal tegen FC Düren. Stiller mocht dat jaar ook twee keer invallen in de Champions League, maar daar hield het wat betreft het eerste elftal van Bayern op voor hem. Wel speelde hij vijftig wedstrijden voor het tweede elftal, waarin hij eenmaal scoorde.

### 1899 Hoffenheim
In juli 2021 tekende Stiller transfervrij bij 1899 Hoffenheim. Hier had trainer Sebastian Hoeneß wel plek voor hem in de hoofdmacht. Op 9 augustus maakte hij in de DFB-Pokal tegen Viktoria Köln zijn debuut voor VfB Stuttgart. Vijf dagen later maakte hij ook in de Bundesliga zijn debuut. Op 26 oktober scoorde hij in de beker tegen Holstein Kiel zijn eerste doelpunt voor de club, waarna hij op 15 december tegen Bayer Leverkusen ook voor het eerst trefzeker was in de competitie. Na 26 wedstrijden in de Bundesliga in zijn eerste seizoen, vertrok zijn coach en werd Stiller in 2022/23 vooral reservespeler. Hij kwam in twee seizoenen tot 52 wedstrijden voor de club, waarin hij viermaal scoorde.

### VfB Stuttgart
Hij tekende in augustus 2023 voor vier jaar bij VfB Stuttgart, dat 5,5 miljoen euro voor hem betaalde. Daar ging hij opnieuw onder Hoeneß spelen. Met een assist maakte hij tegen SC Freiburg zijn debuut voor Hoffenheim. Op 31 maart 2024 scoorde hij tegen Heidenheim zijn eerste doelpunt voor de club. Hij speelde 31 competitiewedstrijden en was daarmee belangrijk in het behalen van de tweede plek in de Bundesliga dat seizoen. 
Daarom mocht hij in het seizoen 2024/25 weer deelnemen aan de Champions League. Op 11 december scoorde hij tegen Young Boys zijn eerste doelpunt op het hoogste Europese podium.

## Clubstatistieken
| Seizoen | Club              | Competitie | Competitie | Competitie | Beker | Beker | Internationaal | Internationaal | Totaal | Totaal |
| Seizoen | Club              | Competitie | Wed.       | Dlp.       | Wed.  | Dlp.  | Wed.           | Dlp.           | Wed.   | Dlp.   |
| ------- | ----------------- | ---------- | ---------- | ---------- | ----- | ----- | -------------- | -------------- | ------ | ------ |
| 2019/20 | Bayern München II | 3. Liga    | 17         | 0          | —     | —     | —              | —              | 17     | 0      |
| 2020/21 | Bayern München II | 3. Liga    | 33         | 1          | —     | —     | —              | —              | 33     | 1      |
| 2020/21 | Bayern München    | Bundesliga | 0          | 0          | 1     | 0     | 2              | 0              | 3      | 0      |
| 2021/22 | 1899 Hoffenheim   | Bundesliga | 26         | 2          | 3     | 1     | —              | —              | 29     | 3      |
| 2022/23 | 1899 Hoffenheim   | Bundesliga | 20         | 1          | 1     | 0     | —              | —              | 21     | 1      |
| 2023/24 | 1899 Hoffenheim   | Bundesliga | 1          | 0          | 1     | 0     | —              | —              | 2      | 0      |
| 2023/24 | VfB Stuttgart     | Bundesliga | 31         | 1          | 3     | 0     | —              | —              | 34     | 1      |
| 2024/25 | VfB Stuttgart     | Bundesliga | 15         | 0          | 4     | 1     | 6              | 1              | 25     | 2      |
| Totaal  | Totaal            | Totaal     | 143        | 5          | 13    | 2     | 8              | 1              | 164    | 8      |

Bijgewerkt op 9 januari 2025.

## Interlandcarrière
Stiller maakte deel uit van verschillende Duitse nationale jeugdselecties vanaf Duitsland –17. Hij was basisspeler van Duitsland –21 op het EK –21 van 2023.
Op 29 augustus 2024 werd Stiller voor het eerst opgeroepen voor het Duits voetbalelftal. Bondscoach Julian Nagelsmann selecteerde hem voor de Nations League-duels tegen Hongarije en Nederland. In de wedstrijd tegen Hongarije debuteerde hij.